# 프랑스 총리
프랑스 공화국의 총리(프랑스어: Premier ministre de la République française)는 프랑스 제5공화국의 정부수반이다. 총리는 제3공화국과 제4공화국 시기 정부수반의 직함인 국무회의 의장(Président du Conseil des Ministres)의 직무를 이어받은 직함이면서 국무회의 의장에게는 없었던 권한 역시 지닌다.
총리는 대통령에 의하여 임명되며, 보통 국회의 과반을 채운 정당의 대표가 임명된다. 그렇기에 총리는 대통령과 같은 정당에 속할 수도, 야당에 속할 수도 있으며, 야당인 경우 동거 정부(cohabitation)가 생기게 된다.
총리 관저이자 집무실은 파리 7구 바렌 가 57번지에 위치한 오텔 드 마티뇽(hôtel de Matignon)이다. 여기에 근거하여 프랑스 총리는 가끔 환유법으로 "마티뇽"이라고 불리기도 한다.
1959년 1월 총리직이 신설된 이래 프랑스에는 27명의 총리가 있었다. 현 총리는 2024년 12월 13일에 취임한 프랑수아 바이루다.

## 제5공화국 총리

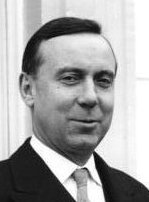
미셸 드브레 (UNR) 1959-1962 Gouvernement Debré
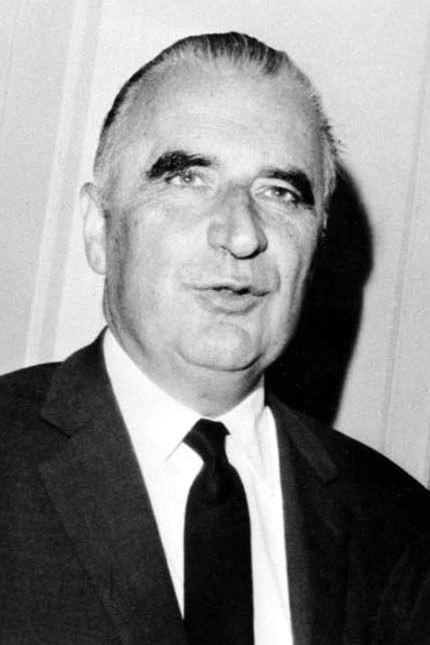
조르주 퐁피두 (UNR, UNR-UDT, UD-Ve 이후 UDR) 1962-1968 Gouv. Pompidou (1), (2), (3) et (4)
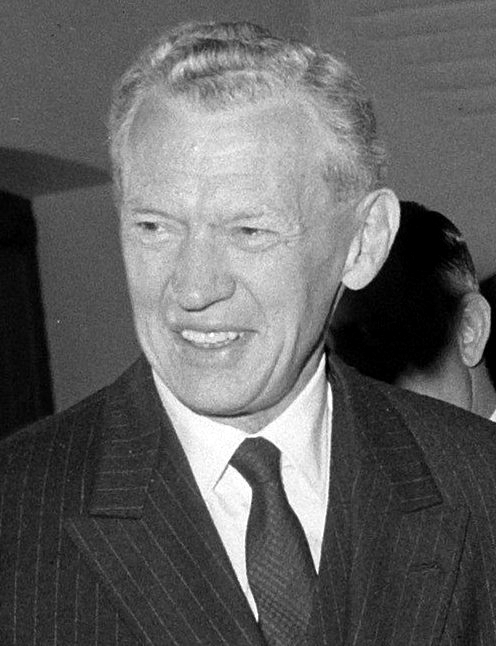
모리스 쿠브 드 뮈르빌 (UDR), 1968-1969 Gouvernement Couve de Murville
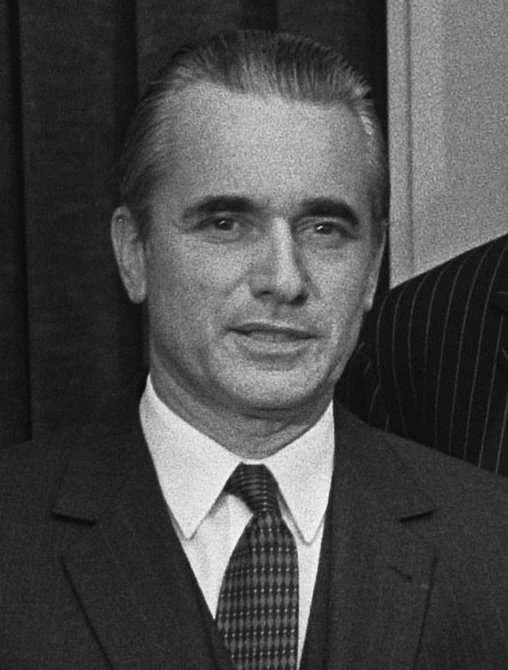
자크 샤방델마스 (UDR) 1969-1972 Gouvernement Chaban-Delmas
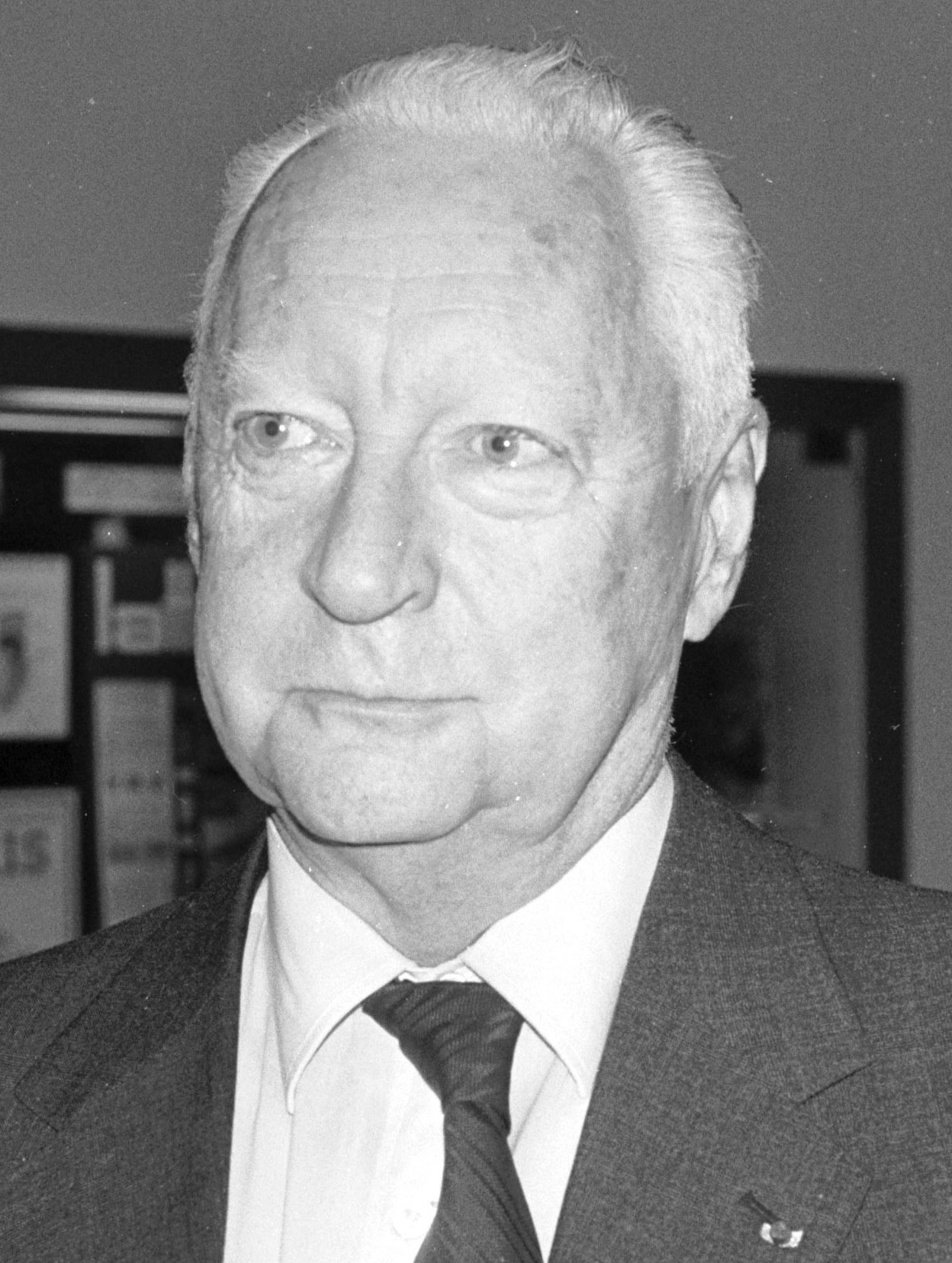
피에르 메스메르 (UDR) 1972-1974 Gouv. Messmer (1), (2) et (3)
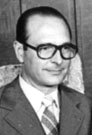
자크 시라크 (UDR) 1974-1976 Gouvernement Chirac (1)
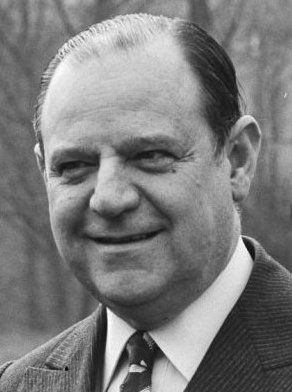
레몽 바르 (DVD) 1976-1981 Gouv. Barre (1), (2) et (3)
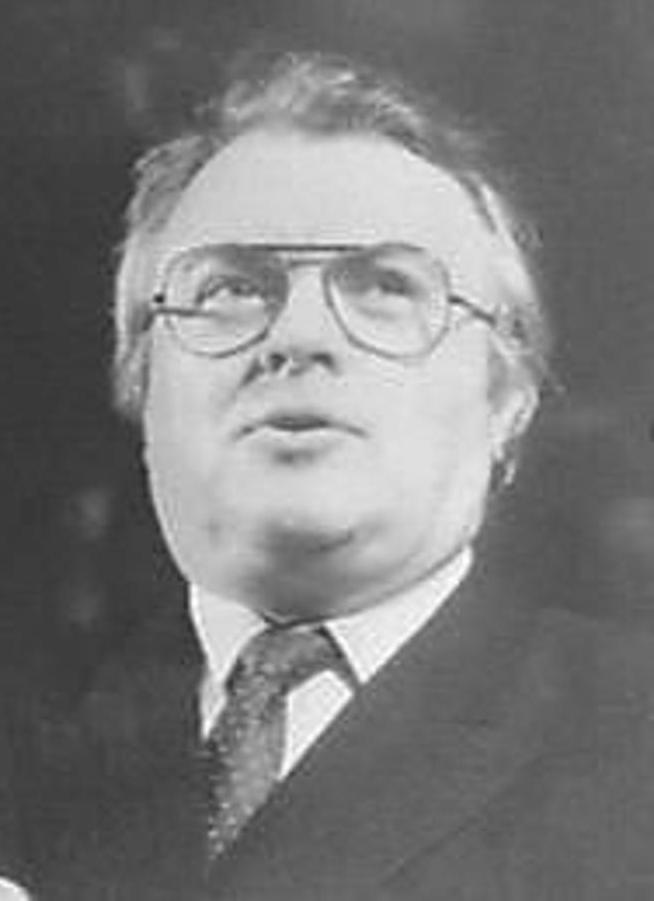
피에르 모루아 (PS) 1981-1984 Gouv. Mauroy (1), (2) et (3)
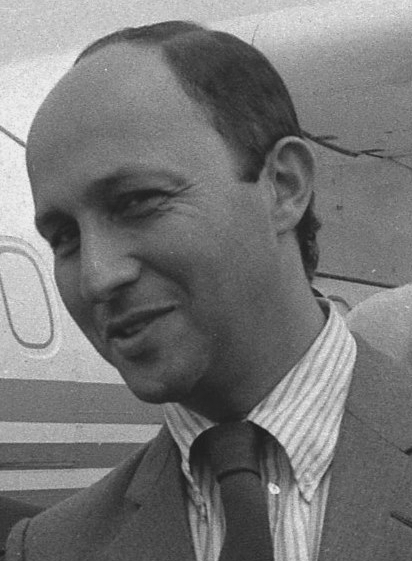
로랑 파비위스 (PS) 1984-1986 Gouvernement Fabius
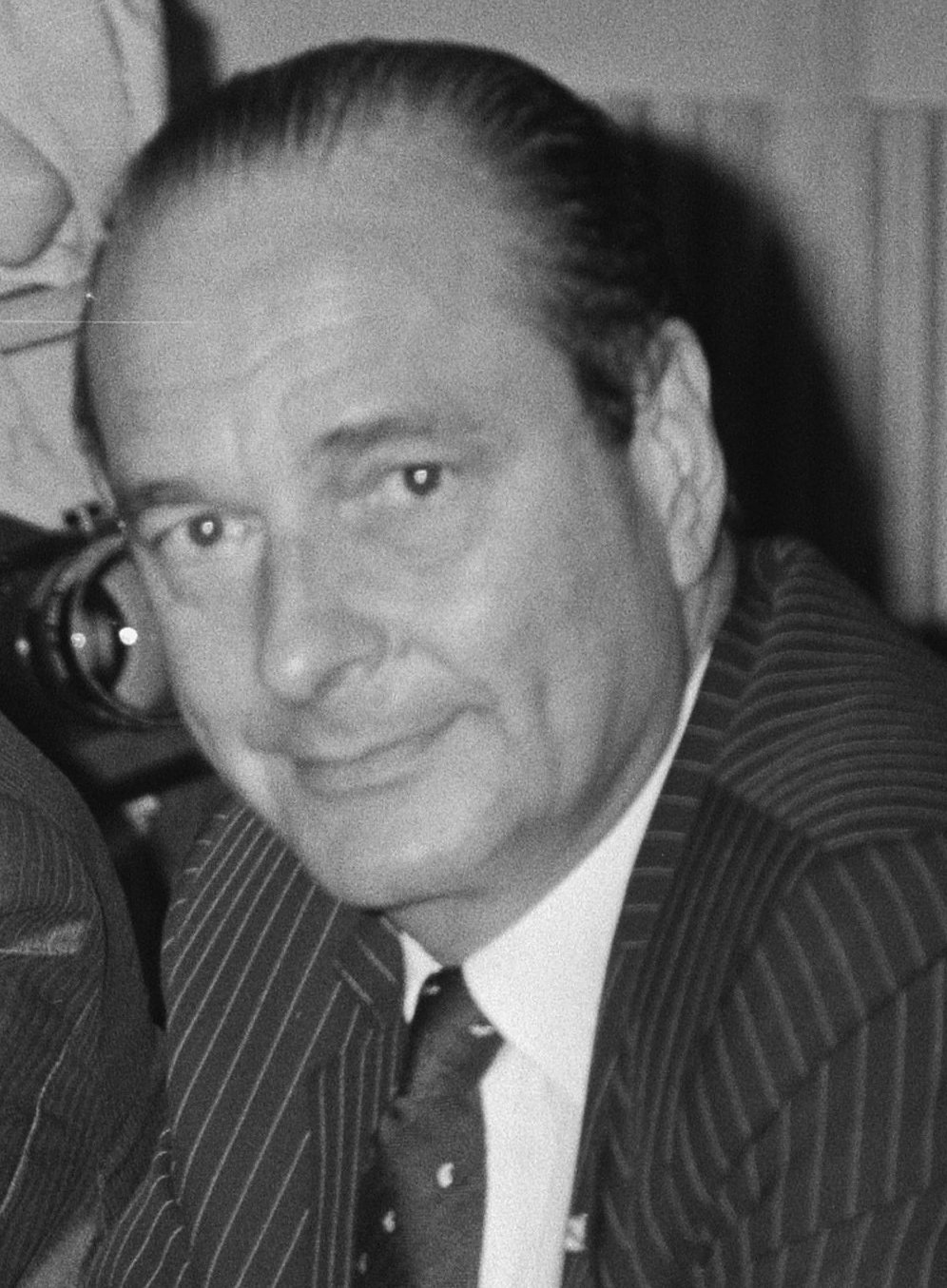
자크 시라크 (RPR) 1986-1988 Gouvernement Chirac (2)
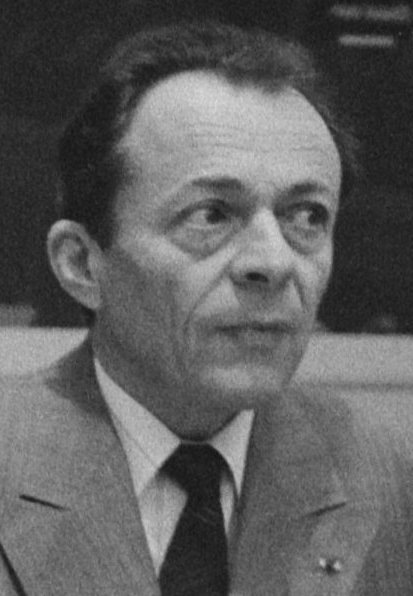
미셸 로카르 (PS) 1988-1991 Gouvernements Rocard (1) et (2)
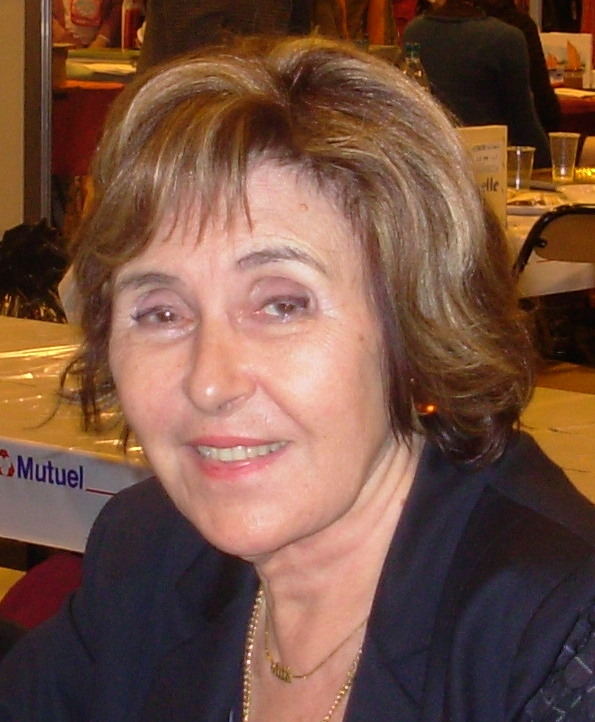
에디트 크레송 (PS) 1991-1992 Gouvernement Cresson
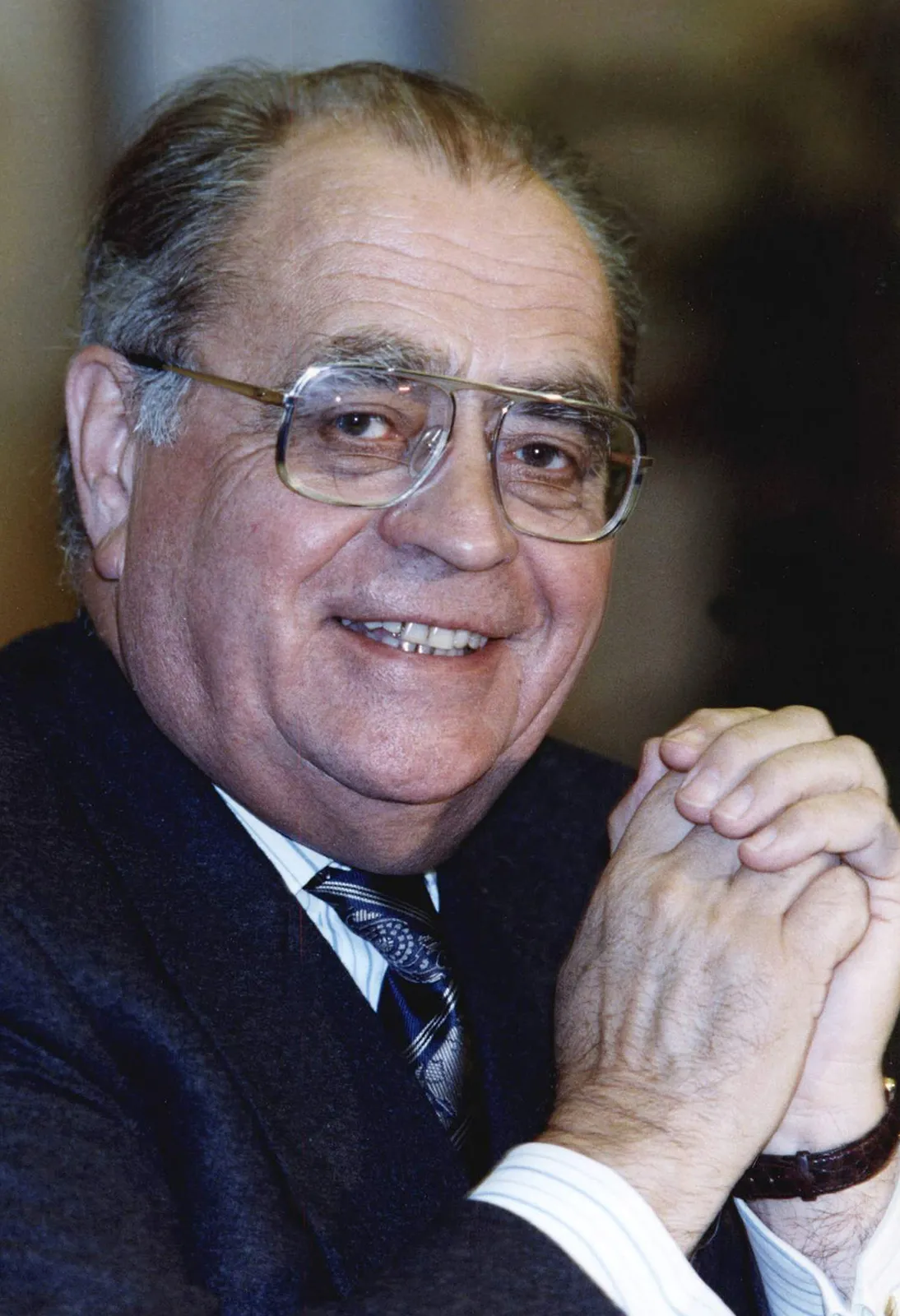
피에르 베레고부아 (PS) 1992-1993 Gouvernement Bérégovoy
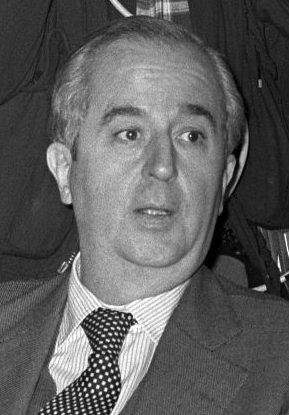
에두아르 발라뒤르 (RPR) 1993-1995 Gouvernement Balladur
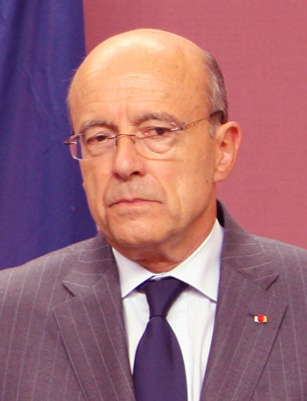
알랭 쥐페 (RPR) 1995-1997 Gouvernements Juppé (1) et (2)
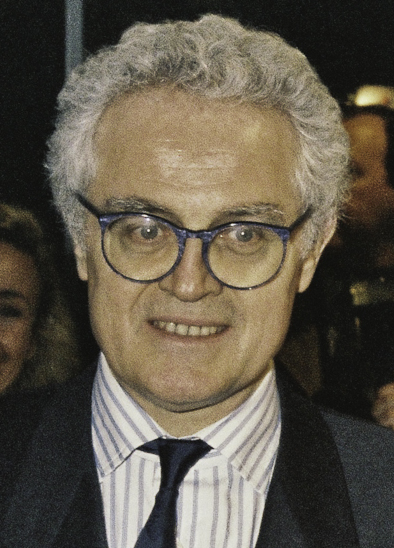
리오넬 조스팽 (PS) 1997-2002 Gouvernement Jospin
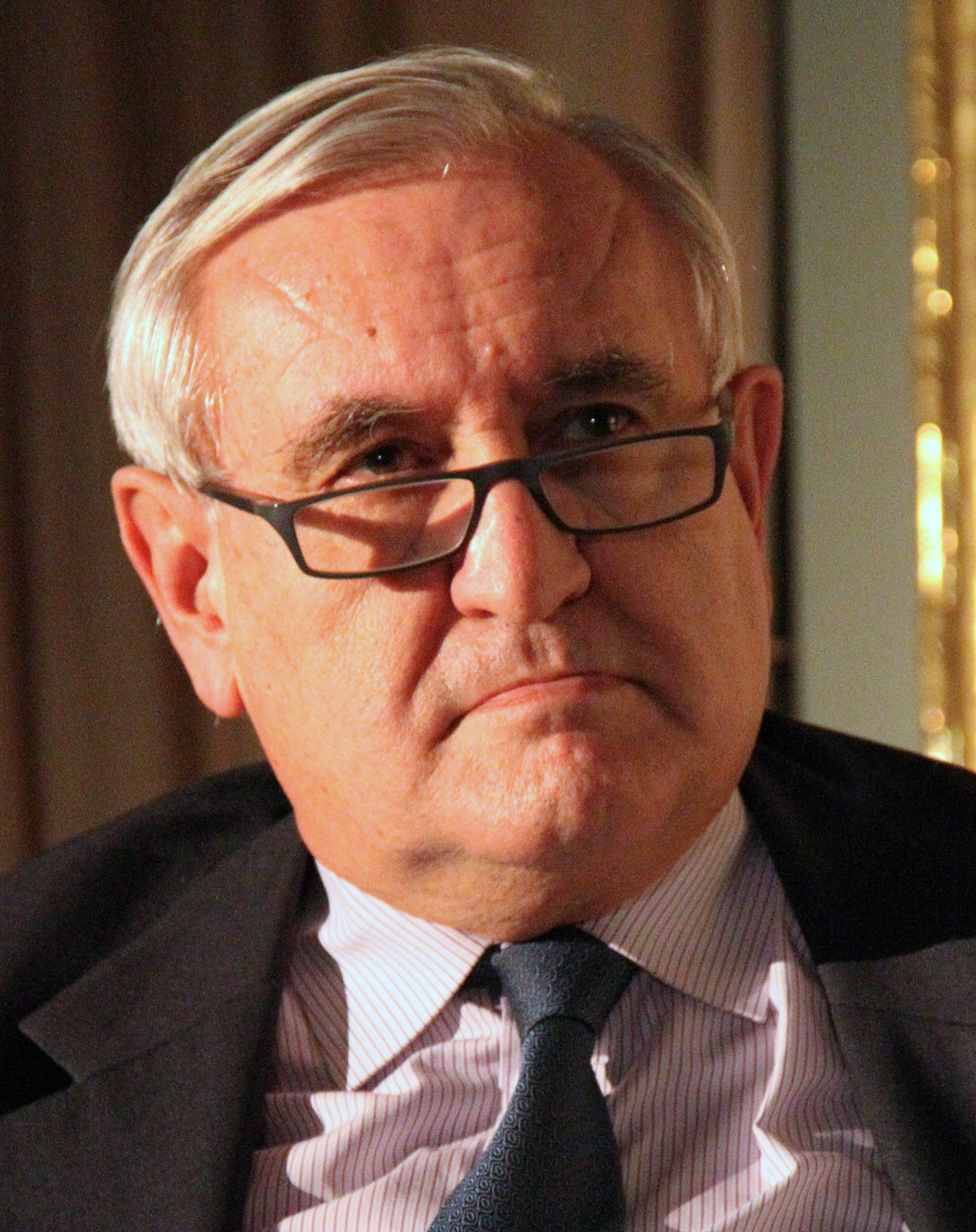
장피에르 라파랭 (UMP) 2002-2005 Gouv. Raffarin (1), (2) et (3)
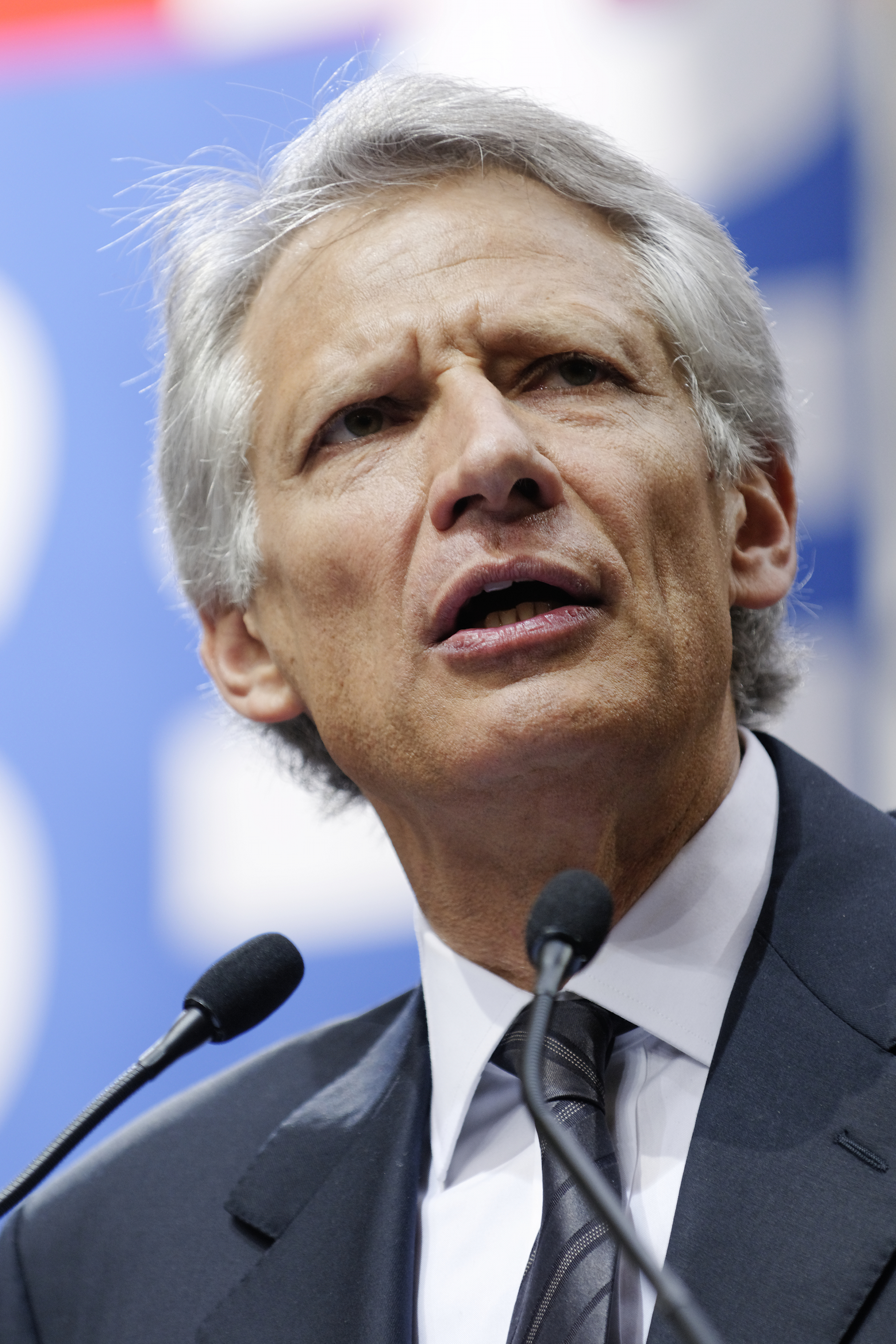
도미니크 드 빌팽 (UMP) 2005-2007 Gouvernement Villepin
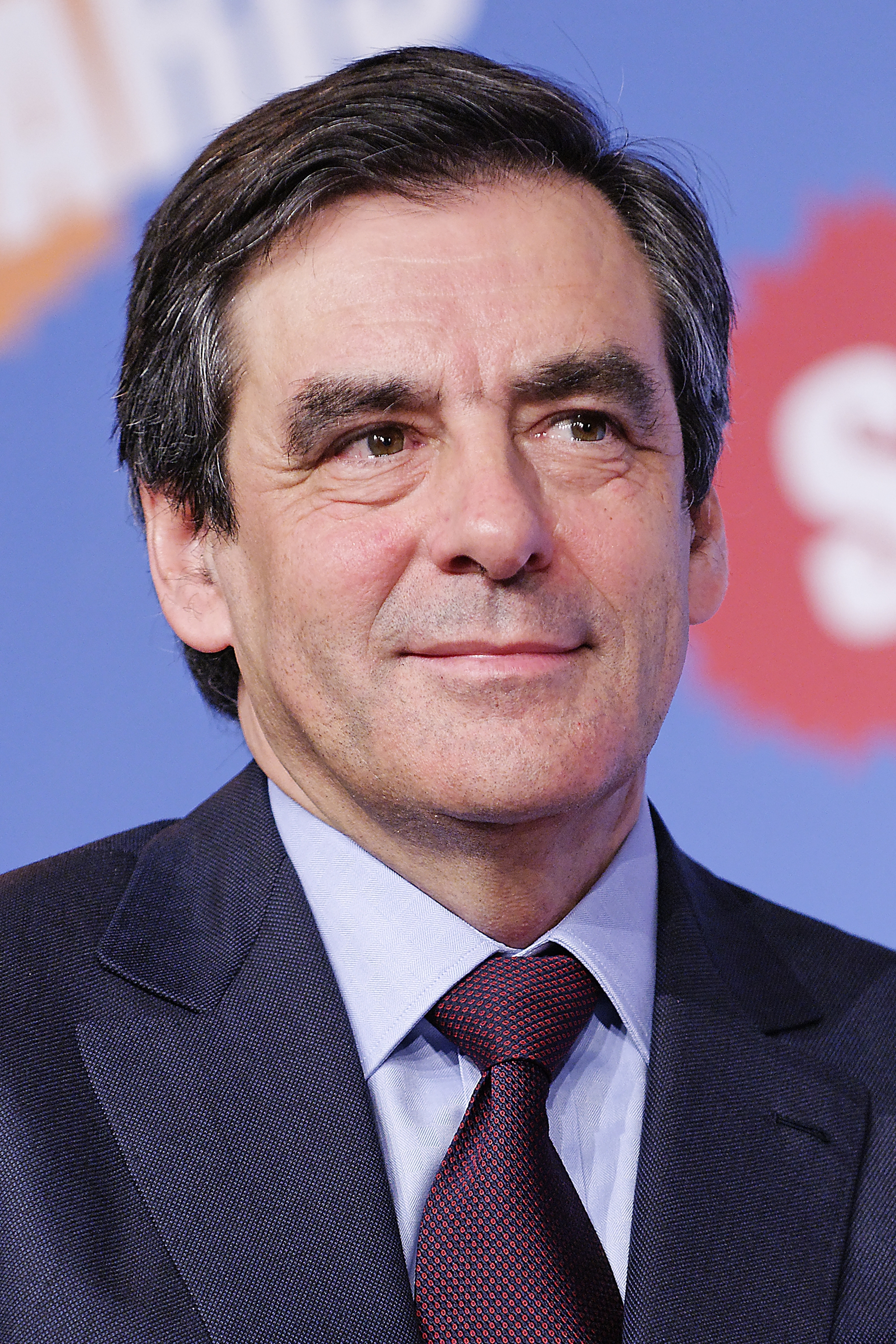
프랑수아 피용 (UMP) 2007-2012 Gouv. Fillon (1), (2) et (3)
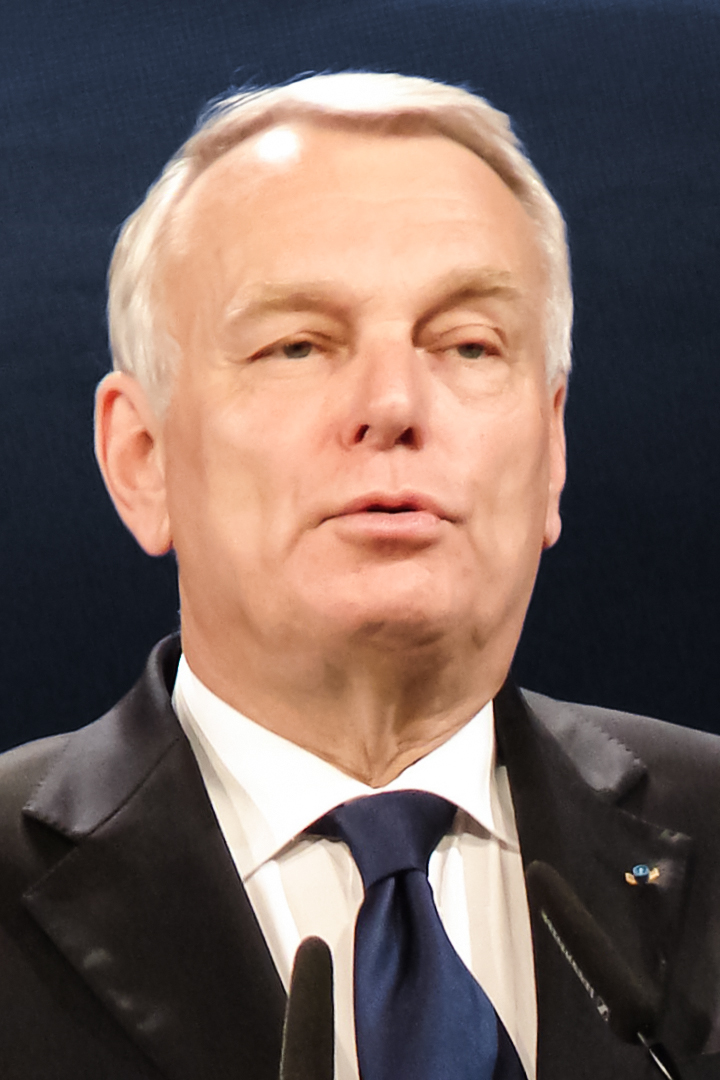
장마르크 에로 (PS) 2012-2014 Gouvernements Ayrault (1) et (2)
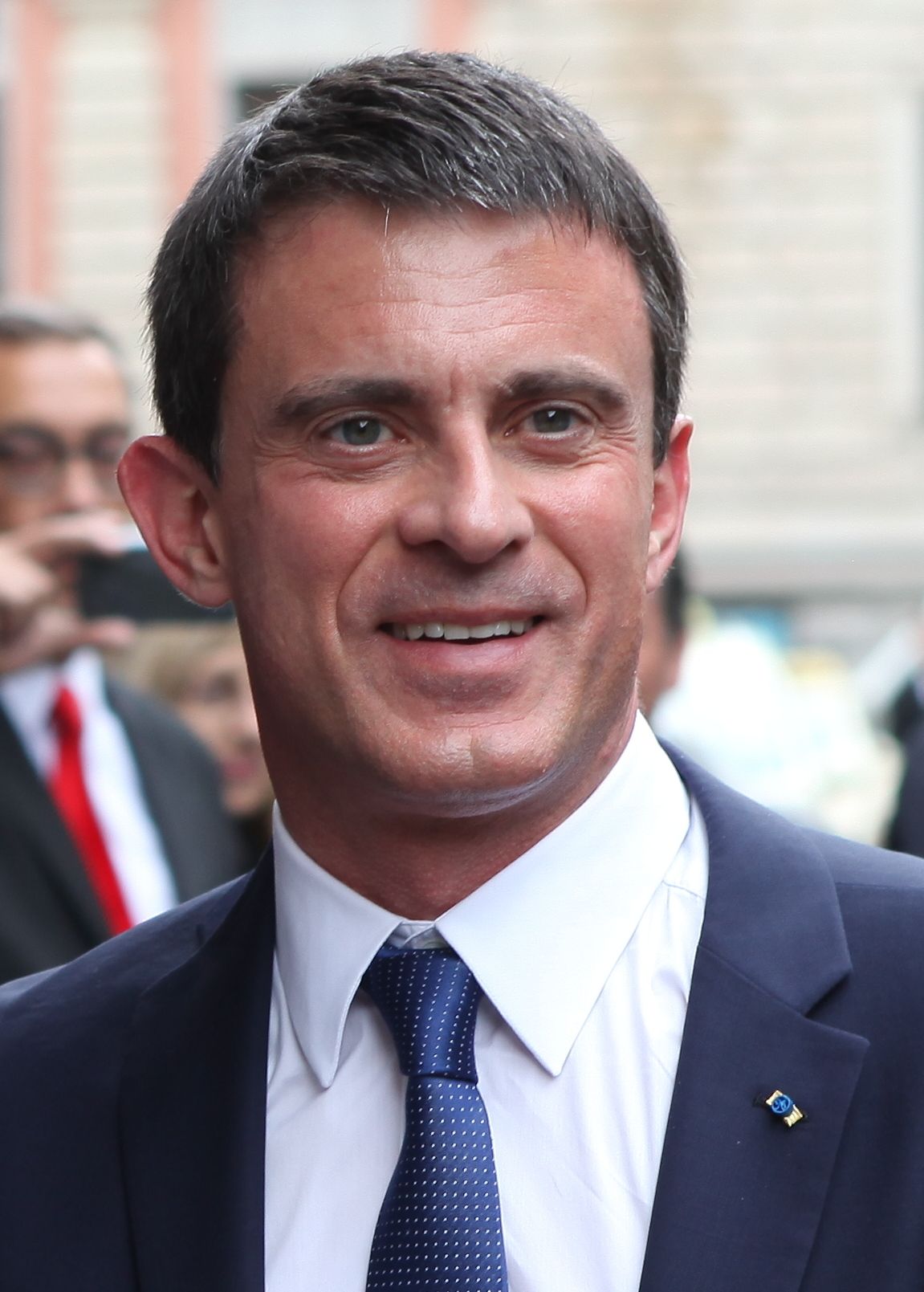
마뉘엘 발스 (PS) 2014-2016 Gouvernements Valls (1) et (2)
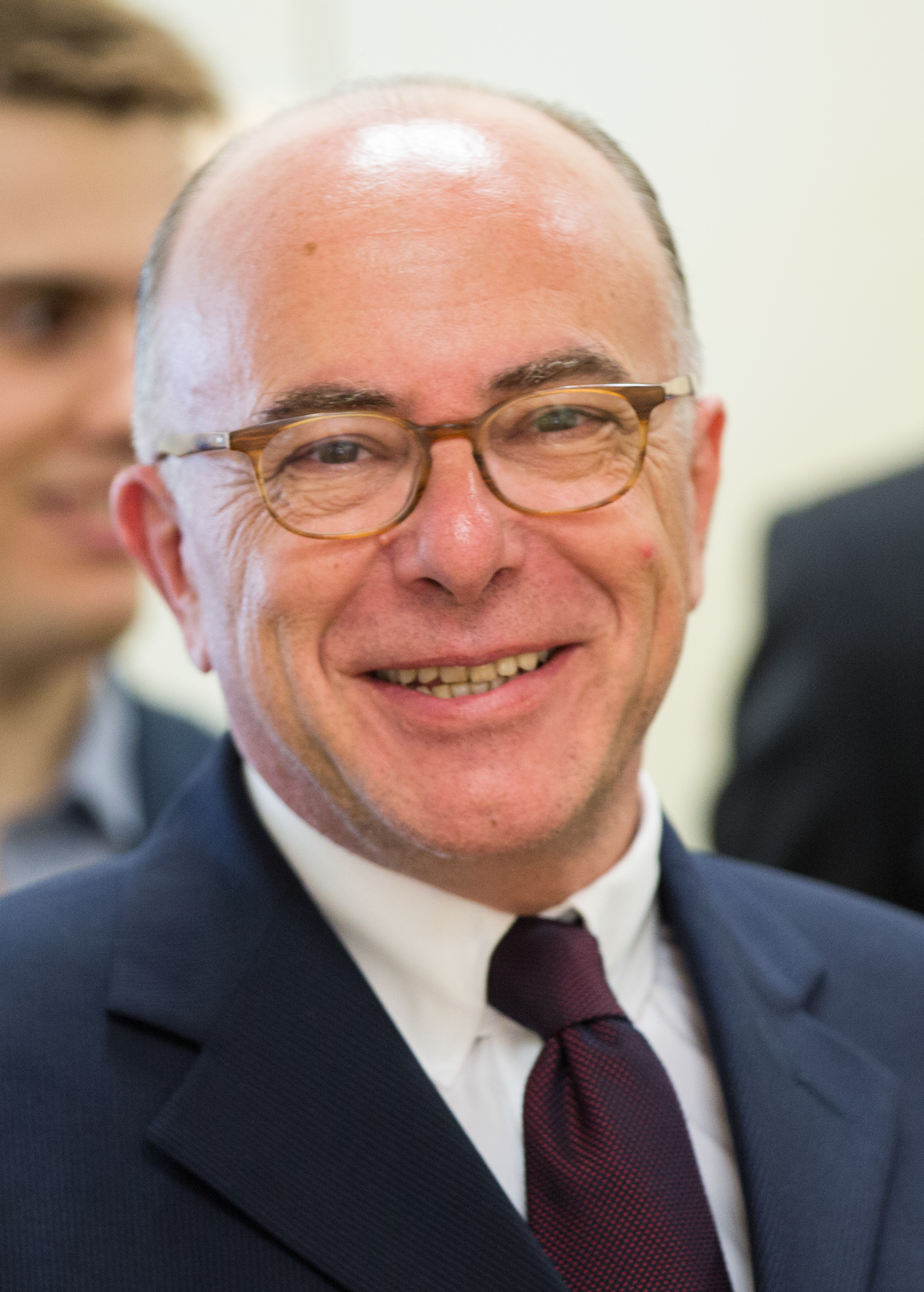
베르나르 카즈뇌브 (PS) 2016-2017 Gouvernement Cazeneuve
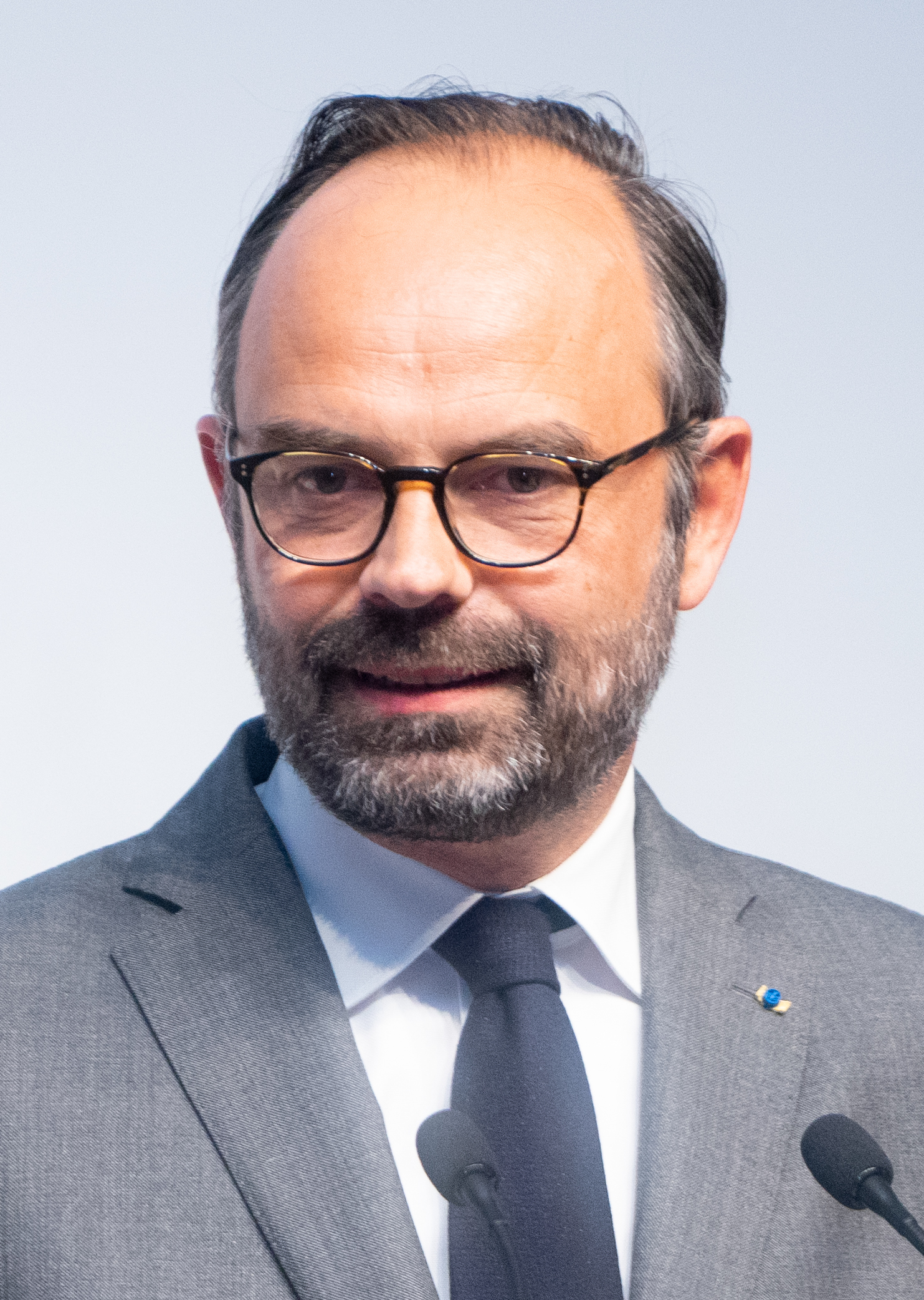
에두아르 필리프 (LR-DVD) 2017-2020 Gouvernement Philippe (1) et (2)
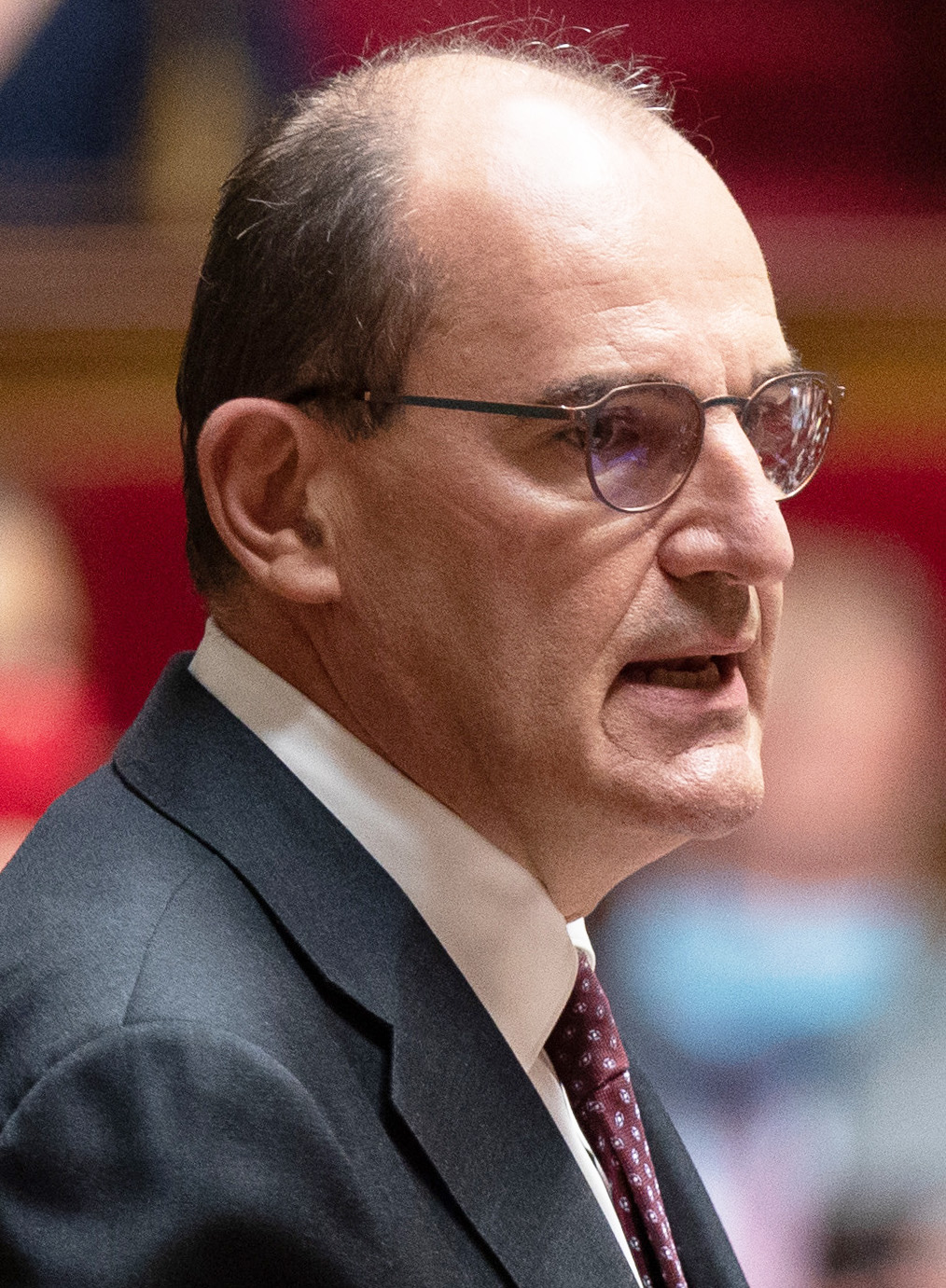
장 카스텍스 (DVD) 2020-2022 Gouvernement Castex
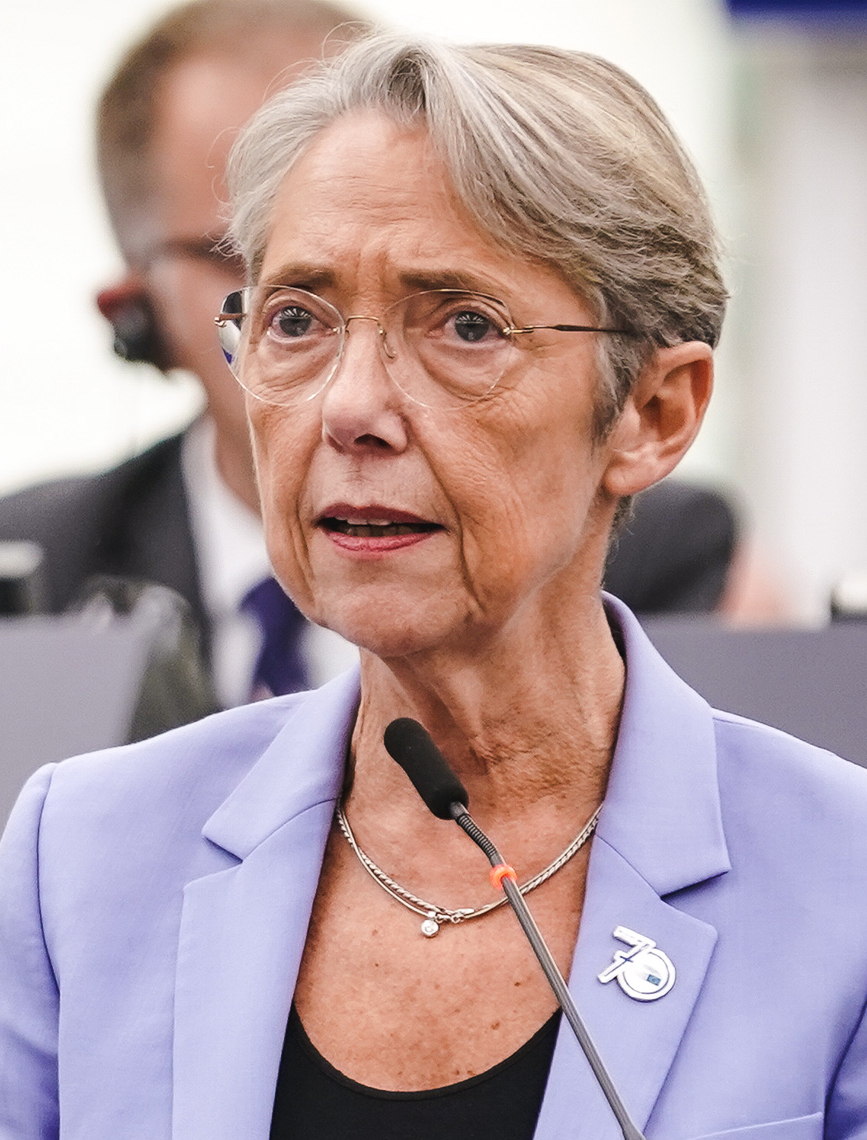
엘리자베트 보른
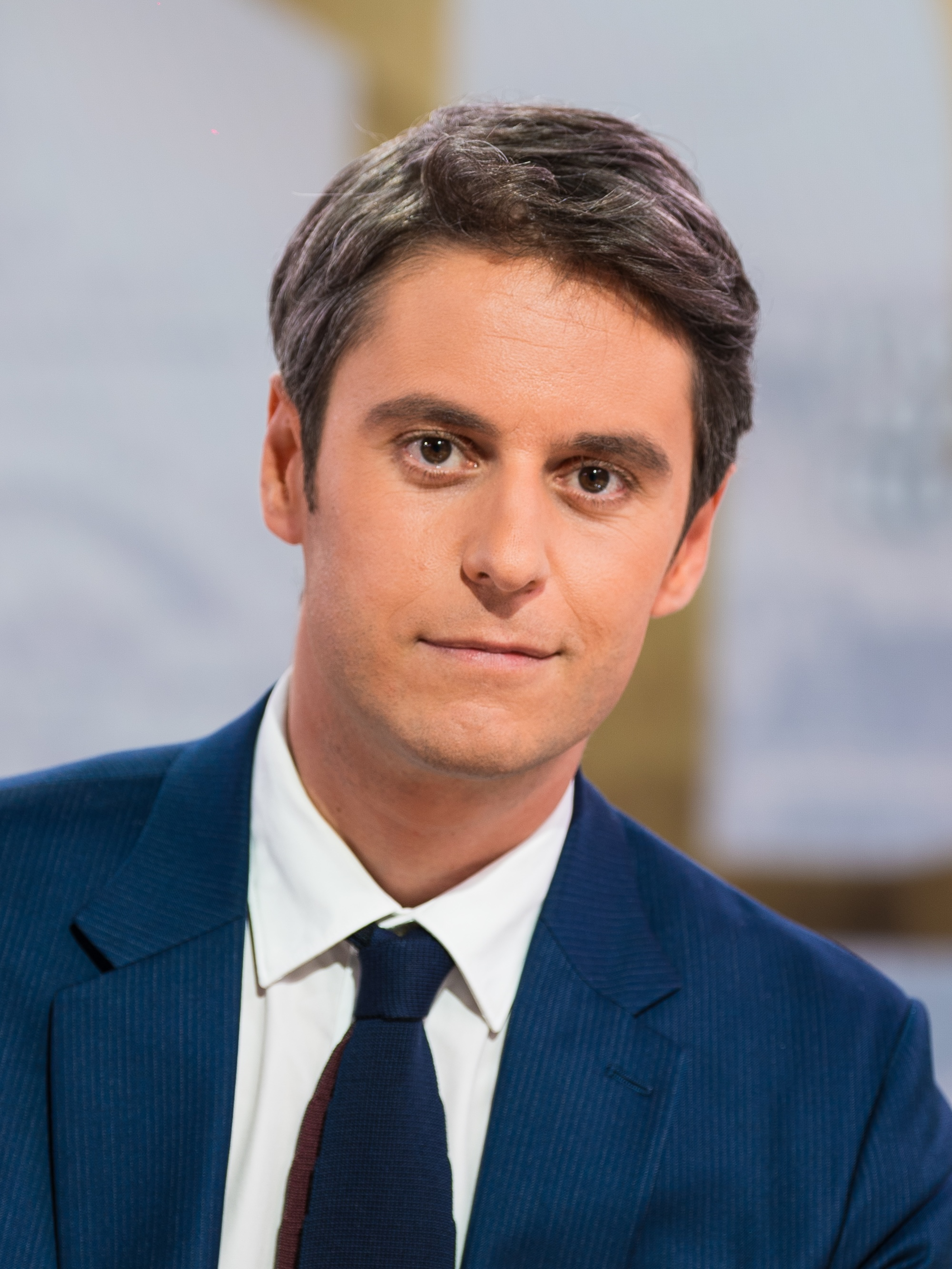
가브리엘 아탈
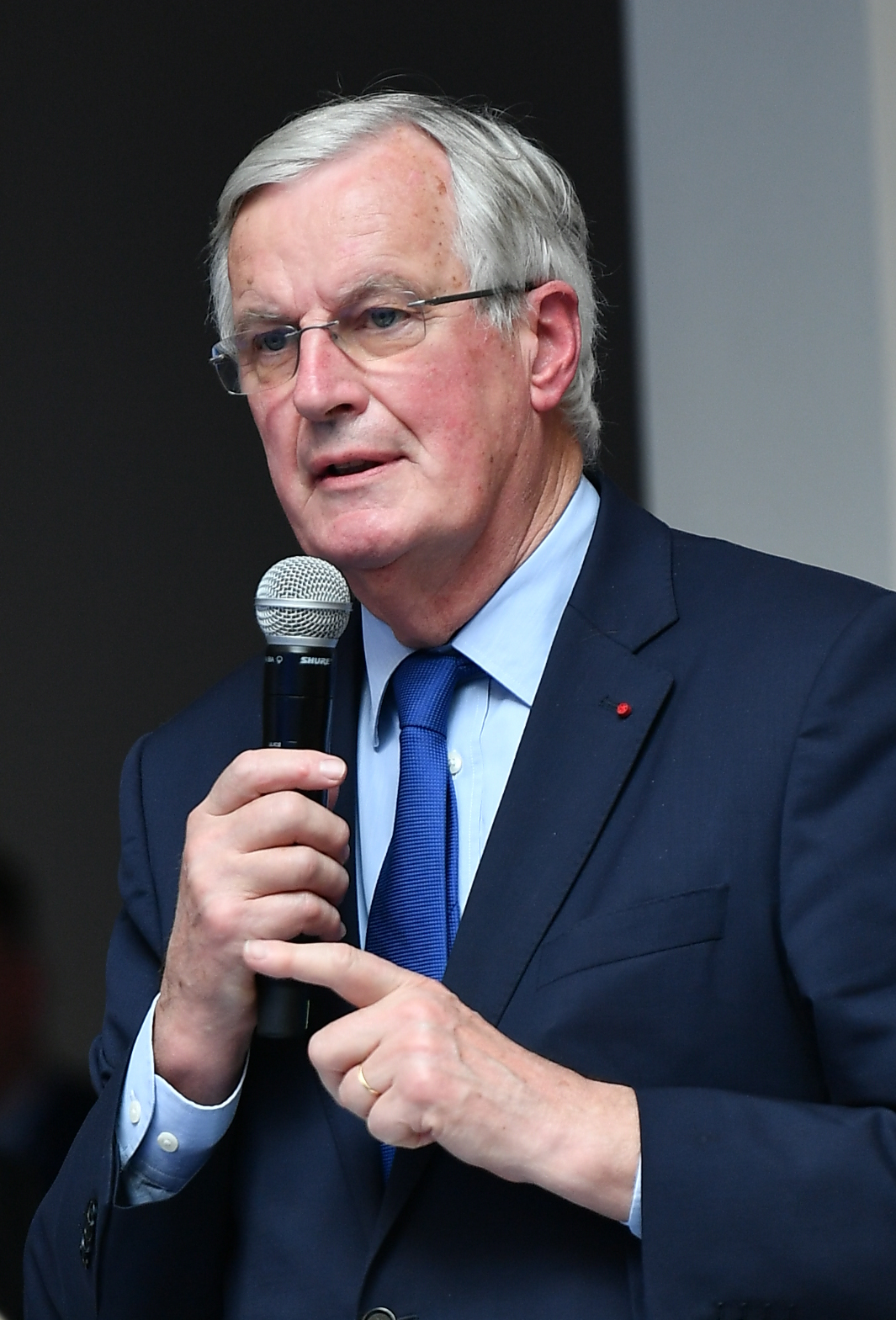
미셸 바르니에
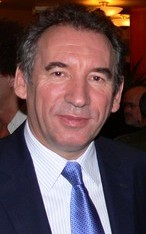
프랑수아 바이루

## 같이 보기
- 프랑스 정부 수반 목록